# Simbabwische Frauen-Cricket-Nationalmannschaft in Irland in der Saison 2025
Die Tour der simbabwischen Frauen-Cricket-Nationalmannschaft in Irland in der Saison 2025 fand vom 20. bis zum 28. Juli 2025 statt. Die internationale Cricket-Tour war Bestandteil der Internationalen Cricket-Saison 2025 und umfasste zwei WODIs und drei WTwenty20. Irland gewann die WTwenty20-Serie mit 3−0 und die WODI-Serie mit 2−0.

## Vorgeschichte
Simbabwe spielte zuvor eine Tour in den Vereinigten Staaten, für Irland war es die erste Tour in der Saison. Das war das erste Aufeinandertreffen für beide Mannschaften bei einer bilateralen Tour.

## Stadien
Die folgende Stadien wurden für die Tour ausgewählt.
| Stadt         | Stadion | Kapazität | Spiele       |
| ------------- | ------- | --------- | ------------ |
| Stormont      | Belfast | 7.000     | 1. & 2. WODI |
| Sydney Parade | Dublin  |           | 1. – 3. WT20 |

## Kaderlisten
Irland benannte seine Kader am 9. Juli 2025.
Simbabwe benannte seine Kader am 16. Juli 2025.
| WODI | WODI | WTwenty20 | WTwenty20 |
| Irland | Simbabwe | Irland | Simbabwe |
| --- | --- | --- | --- |
| - Gaby Lewis (K) - Orla Prendergast (VK) - Ava Canning - Christina Coulter Reilly (wk) - Alana Dalzell - Laura Delany - Sarah Forbes - Amy Hunter (wk) - Arlene Kelly - Louise Little - Jane Maguire - Lara McBride - Cara Murray - Leah Paul | - Chipo Mugeri-Tiripano (K) - Beloved Biza - Francisca Chipare - Kudzai Chigora - Chiedza Dhururu (wk) - Nyasha Gwanzura - Lindokuhle Mabhero - Tendai Makusha - Mitchel Mavunga - Modester Mupachikwa (wk) - Vimbai Mutungwindu - Kelis Ndhlovu - Runyararo Pasipanodya - Nomvelo Sibanda - Loreen Tshuma | - Gaby Lewis (K) - Orla Prendergast (VK) - Ava Canning - Christina Coulter Reilly (wk) - Laura Delany - Amy Hunter (wk) - Arlene Kelly - Louise Little - Sophie MacMahon - Jane Maguire - Lara McBride - Cara Murray - Leah Paul - Rebecca Stokell | - Chipo Mugeri-Tiripano (K) - Beloved Biza - Francisca Chipare - Kudzai Chigora - Chiedza Dhururu (wk) - Nyasha Gwanzura - Lindokuhle Mabhero - Tendai Makusha - Mitchel Mavunga - Modester Mupachikwa (wk) - Vimbai Mutungwindu - Kelis Ndhlovu - Runyararo Pasipanodya - Nomvelo Sibanda - Loreen Tshuma |

## Women’s Twenty20 International

### Erstes WTwenty20 in Dublin
| 20. Juli Scorecard | Dublin | Simbabwe 117-9 (20)          | – | Irland 118-4 (16.5) |
|                    |        | Irland gewinnt mit 6 Wickets |   |                     |

Irland gewann den Münzwurf und entschied sich als Feldmannschaft zu beginnen. Als Spielerin des Spiels wurde Gaby Lewis ausgezeichnet.

### Zweites WTwenty20 in Dublin
| 22. Juli Scorecard | Dublin | Irland 176-4 (20)          | – | Simbabwe 111 (20) |
|                    |        | Irland gewinnt mit 65 runs |   |                   |

Simbabwe gewann den Münzwurf und entschied sich als Feldmannschaft zu beginnen. Als Spielerin des Spiels wurde Gaby Lewis ausgezeichnet.

### Drittes WTwenty20 in Dublin
| 23. Juli Scorecard | Dublin | Irland 179-4 (20)          | – | Simbabwe 129-7 (20) |
|                    |        | Irland gewinnt mit 50 Runs |   |                     |

Irland gewann den Münzwurf und entschied sich als Schlagmannschaft zu beginnen. Als Spielerin des Spiels wurde Amy Hunter ausgezeichnet.

## Women’s One-Day Internationals

### Erstes WODI in Belfast
| 26. Juli Scorecard | Belfast | Irland 288-9 (50)          | – | Simbabwe 191 (48.1) |
|                    |         | Irland gewinnt mit 97 Runs |   |                     |

Simbabwe gewann den Münzwurf und entschied sich als Feldmannschaft zu beginnen. Als Spielerin des Spiels wurde Orla Prendergast ausgezeichnet.

### Zweites WODI in Belfast
| 28. Juli Scorecard | Belfast | Simbabwe 178 (49.1)          | – | Irland 182-6 (38.5) |
|                    |         | Irland gewinnt mit 4 Wickets |   |                     |

Simbabwe gewann den Münzwurf und entschied sich als Schlagmannschaft zu beginnen. Als Spielerin des Spiels wurde Orla Prendergast ausgezeichnet.

## Auszeichnungen

### Player of the Series
Als Player of the Series wurden der folgende Spielerinnen ausgezeichnet.
| Serie | Player of the Series |
| ----- | -------------------- |
| WODI  | Orla Prendergast     |
| WT20  | Gaby Lewis           |

### Player of the Match
Als Player of the Match wurden die folgenden Spielerinnen ausgezeichnet.
| Spiel   | Player of the Match |
| ------- | ------------------- |
| 1. WODI | Orla Prendergast    |
| 2. WODI | Orla Prendergast    |
| 1. WT20 | Gaby Lewis          |
| 2. WT20 | Gaby Lewis          |
| 3. WT20 | Amy Hunter          |